# Silent Circle (software)
Silent Circle SA es un empresa de comunicaciones encriptadas redicada en Le Grand-Saconnex, Suiza. Silent Circle proporciona servicios multiplataforma de comunicación segura para dispositivos móviles y de escritorio. Lanzada el 16 de octubre de 2012, la compañía opera bajo un modelo de negocio de suscripción. La parte de encriptación del software es libre, de código abierto y revisado por pares. Para las partes restantes de Silent Phone y Silent Text, el código fuente está disponible en GitHub, pero bajo licencias de software propietario.

## Historia
En noviembre de 2011, Mike Janke llamado Phil Zimmermann con una idea para una clase nueva de versión privada , segura de Skype. Zimmermann Apalabrado el proyecto y Jon llamado Callas, cofundador de PGP Empresa y Vincent Moscaritolo. Janke Traído en la seguridad experta Vic Hyder, y el equipo de fundar estuvo establecido. La compañía estuvo fundada en Nevis, pero movió su sede a Le Magnífico-Saconnex Geneva cercana, Suiza en 2014 en búsqueda de un país con "leyes de intimidad más fuerte para proteger sus clientes' información."
El 9 de agosto de 2013, a través de su sitio web, el círculo Silencioso anunció que el servicio de Correo Silencioso sería cerrado, porque la compañía podría "ver la escritura en la pared" y sentía no sea posible a suficientemente dato de correo electrónico seguro con la amenaza de amenazar de gobierno compulsion y el precedente puesto por el Lavabit cierre el día antes.
En enero de 2015, el texto Silencioso tuvo una vulnerabilidad seria que dejó un atacante a remotely toma control de un Blackphone dispositivo. Un atacante potencial sólo necesitado para saber el círculo Silencioso del objetivo ID número o número de teléfono. Blackphone Y el círculo Silencioso remendó la vulnerabilidad poco después haya sido revelado.
En Marcha 2015 había una controversia cuándo especialista de Seguridad de la Información y hacker Khalil Sehnaoui identificado que Círculo Silencioso warrant canary había sido sacado de su sitio.
En enero de 2017 Gregg el herrero estuvo nombrado CEO con un foco renovado encima sirviendo el espacio empresarial grande así como entidades de Gobierno. Al propio tiempo Tony Cole, VP y Gobierno Global CTO de FireEye, estuvo nombrado al Consejo de administración.

## Recepción
En noviembre de 2014, el teléfono Silencioso y el texto Silencioso recibieron puntuaciones superiores en la Fundación de Frontera Electrónica seguro messaging scorecard, junto con "ChatSecure + Orbot", Cryptocat, TextSecure, y "Señalar / RedPhone". Recibieron puntos a favor habiendo las comunicaciones encriptaron en transit, habiendo las comunicaciones encriptaron con llaves los proveedores no tienen acceso a (fin-a-encriptación de fin), haciéndolo posible para usuarios a independientemente verificar las identidades de su corresponsal, habiendo las comunicaciones pasadas aseguran si las llaves están robadas (clandestinidad de delantero), habiendo su código abre a revisión independiente (código abierto), habiendo sus diseños de seguridad bien-documentados, y teniendo auditorías de seguridad independientes recientes.

## Productos
Los productos de la compañía habilitan llamadas de teléfono celular encriptado, texto messaging, y charla de vídeo.

### Actual
Sus productos actuales incluyen el siguientes:
- Teléfono silencioso: llamadas de voz Encriptada, llamadas de vídeo y mensajes de texto en dispositivos móviles. Actualmente disponible para iOS, Androide, y Círculo Silencioso Silencioso OS en Blackphone. Pueda ser utilizado con Wi-Fi, BORDE, 3G o 4G celular anywhere en el mundo.
- GoSilent:Personal Firewall con integrado VPN y Nube Analytics. El producto estuvo introducido después del círculo Silencioso adquirió inicio de Maryland-arriba de Kesala[14]
- Blackphone Un teléfono inteligente diseñado para la intimidad creada por Círculo Silencioso y construido por SGP Tecnologías, una aventura de junta entre Círculo Silencioso y Geeksphone.

### Interrumpido
Su interrumpió los productos incluyen el siguientes:
- Texto silencioso: septiembre Interrumpido 28, 2015.[15] Una posición-aplicación sola para texto encriptado messaging y transferencia de contenido de nube segura con “característica de aviso” de la quemadura para permanentemente eliminando mensajes de dispositivos. Sus características estuvieron fusionadas a Teléfono Silencioso.
- Correo silencioso: agosto Interrumpido 9, 2013. El correo silencioso utilizó para ofrecer correo electrónico encriptado en red privada , segura del círculo Silencioso y compatibilidad con software de cliente de correo electrónico popular.

## Modelo empresarial
La compañía es en privado financiada y opera bajo una suscripción modelo empresarial.

## Lectura más lejana
- Gibbs, Samuel (8 de julio de 2016). «We know people care about privacy, so why won't they pay for it?». The Guardian. Guardian Media Group.